# ربات خانگی

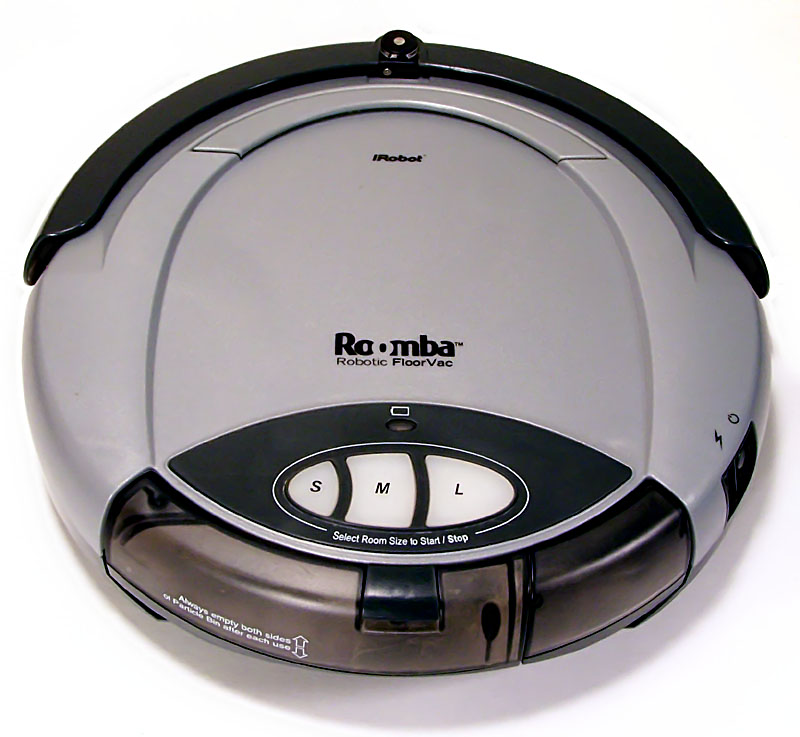
نسل اول رومبا فرش‌ها را در یک محیط خانگی وکیوم می‌کند

ربات خانگی نوعی ربات خدماتی است، رباتی خودمختار که در درجه اول برای کارهای خانه استفاده می‌شود، اما ممکن است برای آموزش، سرگرمی یا درمان نیز مورد استفاده قرار گیرد. تاکنون فقط چند مدل محدود وجود دارد، هرچند واسطه گران مانند بیل گیتس اظهار داشتند که این مدل‌ها می‌توانند در آینده رایجتر شوند. در حالی که اکثر ربات‌های خانگی ساده گرایانه هستند، برخی از آنها به شبکه‌های خانگی WiFi یا محیط‌های هوشمند متصل هستند و تا حد زیادی مستقل کار می‌کنند. تخمین زده شده‌است که ۱۶٫۳ میلیون ربات خدماتی در سال ۲۰۱۸ وجود خواهد داشت.

## تاریخ
تلاش‌های اولیه تاریخی برای آوردن ربات‌ها به خانه شامل HERO (1989– 1982) و Topo (1983) است.
مردم شروع به طراحی ربات‌ها برای پردازش مواد و ساخت محصولات خصوصاً در دوران انقلاب صنعتی در حدود سالهای ۱۷۶۰ تا حدود ۱۸۴۰ کردند. این واقعه تاریخی نقطه عطف بزرگی در تاریخ بود زیرا در آن دوره سطح زندگی مردم بسیار بهبود یافته بود. با این وجود نمی‌توان این ربات‌ها را به عنوان ربات‌های خانگی در نظر گرفت. پس از پیشرفت روبات‌های صنعتی به مدت بیش از صد سال از زمان انقلاب صنعتی، مردم به فکر استفاده از ربات‌ها در خانه افتادند.
یکی از اولین روبات‌های داخلی " HERO " نام دارد که در دهه ۱۹۸۰ به فروش رسید. "از بین همه ربات‌های آموزشی و شخصی که در دهه ۱۹۸۰ ساخته شده‌اند، ربات‌های Heathkit HERO از موفق‌ترین و محبوب‌ترین ربات‌ها بودند." چهار نوع ربات Hero وجود دارد که توسط Heathkit ایجاد شده‌است. اولین مدل HERO 1 نام دارد. این مدل برای اهداف آموزشی مورد استفاده قرار گرفت و به منظور تأمین نیاز مشتری، مدل دوم که HERO JR نام داشت برای مصارف شخصی تولید شد. دو نسل اخیر HERO 2000 و Arm Trainer نامیده می‌شوند. HERO 1، به عنوان یک ماشین آموزشی، حساسیت بسیار خوبی داشت. این می‌تواند اطلاعات را به‌طور دقیق جمع‌آوری کرده و این داده‌ها را تجزیه و تحلیل کند. نسل پیشرفته HERO 1 از نظر آموزشی HERO 2000 بود که "دارای قابلیت برنامه ریزی پیشرفته" و نسل دیگری بود، Arm Trainer برای یک هدف صنعتی بود و قادر به کنترل عملکرد ربات‌های صنعتی در مقیاس کامل بود. با این حال، مهمترین پیشرفت HERO 1 برای ربات خانگی HERO JR است. HERO JR اولین ربات شخصی و مقرون به صرفه با شخصیتی پویا بود. مردم می‌توانند از آن برای پخش آهنگ، بازی، بیدار کردن مردم در صبح، اطلاع‌رسانی وقایع مهم و حتی محافظت از خانه استفاده کنند. به عنوان یک ربات خصوصی، افراد برای کار با ربات نیازی به مهارت برنامه‌نویسی ندارند و اگر می‌خواهند ربات را دوباره برنامه‌ریزی کنند، افراد می‌توانند این کار را به سادگی "با رایانه خانگی و لوازم جانبی RS-232 و کارتریج BASIC " انجام دهند.
نمونه اولیه دیگری از ربات خانگی " Topo " نام داشت که توسط Androbot Inc طراحی شده و در سال ۱۹۸۳ منتشر شد. زبان برنامه‌نویسی این امکان را برای انجام حرکات هندسی و انجام کارها فراهم می‌کند. با این حال، سنسوری نداشت بنابراین نمی‌توانست سفارش را دریافت کند و به درستی به سفارش پاسخ دهد و بنابراین نمی‌توانست به عنوان یک ربات واقعی در نظر گرفته شود. برای حل این مشکل، نسل دوم و سوم شامل یک فرستنده مادون قرمز بود و می‌توانست توسط یک پد از راه دور کنترل شود. برای آخرین نسل، Topo4 توسط پردازنده متن به گفتار ارائه می‌شود. اگرچه Topo4 ساخته شد، اما هرگز به سمت تولید انبوه نرفت.
با استفاده از این دو نمونه اولیه از ربات‌های داخلی، ربات‌های داخلی روز به روز در دسترس تر و مقرون به صرفه تر شدند. «طبق گزارش سازمان ملل، حدود ۲۱۵۰۰ ربات کار خانگی تا پایان سال ۲۰۰۱ فروخته شد و ۷۰۰٬۰۰۰ مورد دیگر می‌تواند تا سال ۲۰۰۵ به فروش برسد، از جمله جاروبرقی زدن، چمن زنی و ربات‌های شستشوی پنجره.» همچنین در سال ۲۰۰۶، «۳٬۵۴۰٬۰۰۰ ربات خدماتی در حال استفاده بودند».

## ربات‌های داخلی
این نوع ربات‌های خانگی کارهای اطراف و داخل خانه را انجام می‌دهند. انواع مختلف آن عبارتند از:
- جاروبرقی‌های رباتیک و ربات‌های کف شوی که کف خانه را با عملکردهای جارو و پاک کن مرطوب تمیز می‌کنند. برخی از آنها از Swiffer یا سایر پارچه‌های یکبار مصرف تمیز کردن برای پاک کردنِ خشک یا پارچه‌های میکروفیبر قابل استفاده مجدد برای پاک کردن با رطوبت استفاده می‌کنند.
- در روبات‌های اتو کننده، Dressman یک مانکن است که با استفاده از هوای گرم لباس‌ها را خشک و اتو می‌کند.[۷] موارد دیگر نیز شامل مانکن برای قسمت‌های پایین (شلوار، ساق پوش و دامن) است. مدل‌های پیشرفته تر، لباس‌ها را جمع می‌کند و مرتب می‌کند، مانند Laundroid (با استفاده از تجزیه و تحلیل تصویر و هوش مصنوعی)، Effie (12 لباس را به یکباره اتو می‌کند) و FoldiMate.
- ربات‌های سطل آشغال گربه‌ها جعبه‌های خودکار تمیزکننده بستر هستند که فیلترش به صورت درون ساز در یک مخزن زباله داخلی ساخته می‌شوند که می‌تواند با یک کیسه پلاستیکی معمولی پوشانده شود.
- آشپزخانه‌های رباتیک شامل Rotimatic (که فقط در عرض چند دقیقه روتیس، تورتیلا، پوریس را از آرد تهیه می‌کند)، Moley Robotics MK1 و ربات Prometheus delta.[۸]

ربات‌های امنیتی مانند نایت اسکوپ دارای یک دوربین با زاویه دید بالا و دید در شب هستند که حرکات و مزاحمان را تشخیص می‌دهند. این برنامه همچنین می‌تواند در مکان‌ها گشت بزند و از فعالیت‌های مشکوک فیلمبرداری کند و از طریق ایمیل یا پیام متنی هشدار ارسال کند. تاریخچه ذخیره شده هشدارها و فیلم‌های گذشته از طریق وب قابل دسترسی است. همچنین می‌توان این ربات را طوری پیکربندی کرد که در هر زمان از روز به کار خود ادامه دهد.
اطلس رباتی است که برای انجام کارهای خانه مانند جارو کشیدن، بازکردن درها، بالا رفتن از پله‌ها و غیره ساخته شده‌است.

## روبات‌های فضای باز
ماشین چمن زنی رباتیک، ماشین چمن زنی است که پس از برنامه‌ریزی قادر است به تنهایی چمن زنی کند. این اختراع پس از برنامه‌ریزی، طبق برنامه‌ریزی خود به تنهایی عملیات را تکرار می‌کند. ماشین‌های چمن زن رباتیک دارای یک واحد قدرت هستند که ممکن است یک موتور الکتریکی یا یک موتور احتراق داخلی باشد. این قدرت را برای ربات فراهم می‌کند و به او امکان می‌دهد تا خودش و تیغه‌های برش خود را حرکت دهد. همچنین یک واحد کنترل وجود دارد که به حرکت ماشین چمن زنی کمک می‌کند. این واحد همچنین شامل یک واحد حافظه است که برنامه‌نویسی عملکرد خود را ضبط و حفظ می‌کند. مسیر حفظی آن شامل طول سفر در یک مسیر معین و زاویه چرخش است. این اجازه می‌دهد تا همان چمن بدون نیاز به برنامه‌ریزی مجدد به‌طور مکرر تراش داده شود. واحد فرمان یک سیگنال عملیاتی به دست می‌آورد و چرخ هدایت را به جلو می‌راند، که در نهایت ماشین چمن زنی را در مسیر برنامه‌ریزی شده هدایت می‌کند.
بعضی از مدل‌ها می‌توانند چمن‌های پیچیده و ناهمواری را که اندازه آنها تا سه چهارم هکتار است، برش بزنند. دیگران می‌توانند به اندازه ۴۰٬۰۰۰ فوت مربع (۳٬۷۰۰ متر مربع) چمن زنی کنند، که می‌تواند تپه ای را که تا ۲۷ درجه شیب دارد، چمن زنی کند.
همچنین پاک کننده‌های خودکار استخر وجود دارد که با شستشوی استخرهای زمینی از کف تا خط آب طی ۳ ساعت، تمیز کردن و گردش بیش از ۷۰ گالون آمریکایی (۲۶۰ لیتر) در دقیقه، استخرهای شنا را تمیز و نگهداری می‌کنند؛ و غبار آب را به اندازه ۲ میکرومتر در آن مقیاس حذف می‌کنند.
ربات‌های تمیزکننده ناودان مانند Looj از برس و تیغه‌های لاستیکی برای از بین بردن بقایای ناودان‌های باران استفاده می‌کنند. کاربران دستگاه را با یک کنترل از راه دور کنترل می‌کنند.
روبات‌های تمیز کننده پنجره معمولاً برای تمیز کردن پنجره‌های فضای باز، به ویژه پنجره‌های خانه استفاده می‌شوند. با این حال، ممکن است از آن در انواع دیگر پنجره‌ها مانند پنجره‌های روی ساختمانها و سازه‌های بلند استفاده شود. این ربات شامل یک سیستم حرکتی است که به ربات اجازه می‌دهد تا در جهت مشخص شده از سطح پنجره عبور کند. همچنین دارای یک همزن تغذیه شده‌است که توسط پد تمیز کننده جاساز شده‌است. با فعال شدن، همزن از شر آوارها و آلودگی‌های سطح پنجره خلاص می‌شود. بالشتک تمیز کننده مستقیماً با سطح پنجره ارتباط برقرار می‌کند و مستقیماً وظیفه از بین بردن آلودگی را با پر کردن مایع مخصوص تمیز کردن پنجره بر عهده دارد.
یک ربات شستشوی پنجره معمولاً از دو ماژول مغناطیسی برای پیمایش در پنجره‌ها استفاده می‌کند زمانی که محلول تمیز کننده را برای شستن آنها روی پدهای میکروفیبر می‌پاشد؛ و به ازای هر بار شارژ حدود ۱٬۶۰۱ فوت مربع (۱۴۸٫۷ متر مربع) را پوشش می‌دهد.

## اسباب بازی‌ها
اسباب بازی‌های رباتیک، مانند Furby شناخته شده، از سال ۱۹۹۸ محبوب شده‌اند. همچنین ربات‌های کوچک کنترل از راه دور انسان نما و همچنین حیوانات خانگی الکترونیکی مانند سگهای رباتیک وجود دارد. همچنین بسیاری از دانشگاه‌ها از آنها در مسابقات مانند RoboCup استفاده کرده‌اند.

## ربات‌های اجتماعی

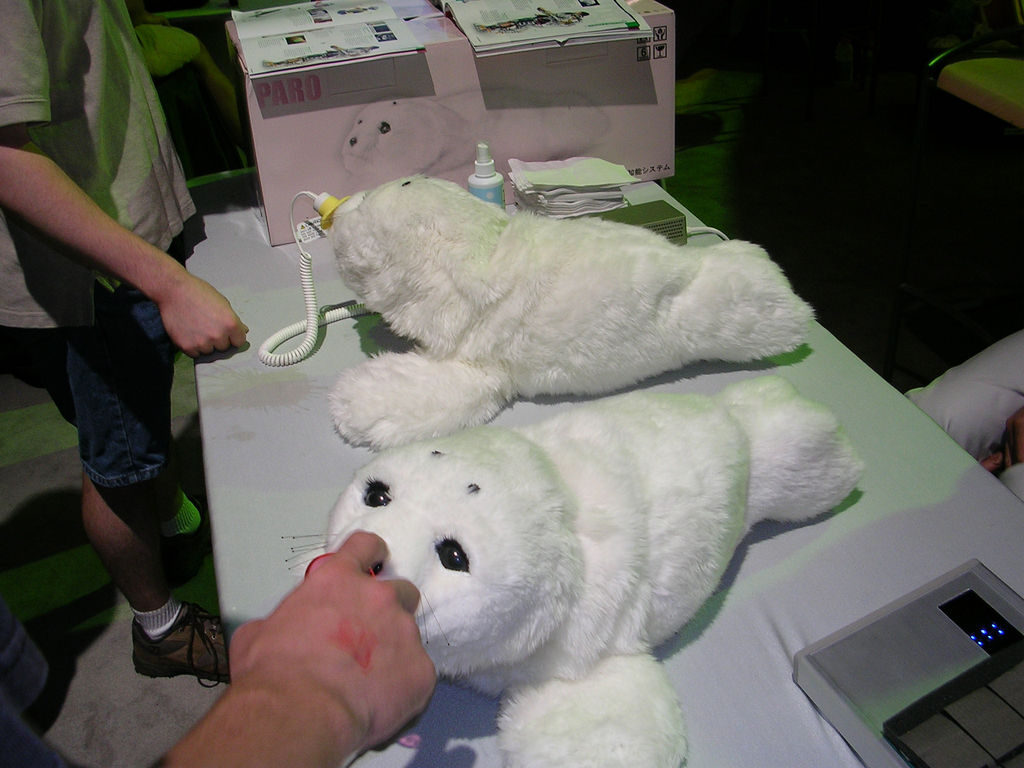
The image depicts a robotic seal, resembling the PARO therapeutic robot. This is relevant to the (home robots) article because it exemplifies a domestic robot designed for social interaction and companionship. Additionally, it ties into the (social robots) section, showcasing a robot specifically created to provide emotional support and comfort.

ربات‌های اجتماعی عملکرد ارتباطات اجتماعی را بر عهده می‌گیرند. ساکنان مسن و بی تحرک از ربات‌های انسان نما خانگی برای داشتن یک همراه و هم‌نشین استفاده می‌کنند.
ربات‌های حضور در خانه می‌توانند در یک مکان از راه دور حرکت کنند و به دیگران اجازه دهند از طریق دوربین، بلندگو و میکروفون با مردم آنجا ارتباط برقرار کنند.
ربات‌های شبکه، شبکه‌های سراسری را با رباتها پیوند می دهند و به ایجاد سبک‌های زندگی جدید و راه حل‌هایی برای حل انواع مشکلات اجتماعی از جمله پیری جمعیت و مراقبت‌های پرستاری کمک می‌کنند.
ربات‌های ساخته شده برای درمان مدتی است که در حال تولید هستند. برخی از این استفاده‌ها می‌تواند برای اوتیسم یا فیزیوتراپی باشد.

## در فرهنگ عامه
ستوان داده‌ها یک افسر Starfleet در Star Trek: The Next Generation (1987-1994) است. اپیزودی که به بهترین وجهی توضیح می‌دهد که Data چه کسی بود: «اندازه‌گیری یک مرد»، داده، یک اندروید در USS Enterprise در حال آزمایش است تا مشخص کند که آیا او واقعاً انسان است یا نه. او دوست دارد که به عنوان یک انسان دیده شود، نه یک روبات.
در سری فیلم های جنگ ستارگان، ربات‌هایی با هر شکل و اندازه را می‌توان یافت که در انجام چندین کار به انسان‌ها کمک می‌کنند. C-3PO رباتی است که برای کمک به انسان در ترجمه و آداب و رسوم طراحی شده‌است.
در بسیاری از کارتون‌ها خدمتکارهای ربات وجود دارد، به ویژه روزی ربات از The Jetsons. ربات‌های خدمتکار به ویژه در انیمهها برجسته هستند (به ژاپنی به آنها میدو روبو، میدو روبوتو یا ربات میدو می‌گویند) و هوش مصنوعی آنها از سطح «ابتدایی» تا «کاملاً احساساتی» مختلف است، در حالی که ظاهر آنها از سطح «مشخصا مکانیکی» تا «شبیه انسان» مختلف است.
اقتباس Astro Boy در سال ۲۰۰۹، بر اساس انیمه ژاپنی Tetsuwan Atomu سازنده Osamu Tezuka، ربات‌هایی با عملکردهای مختلف داخلی را به نمایش می‌گذارد. اورین، با شباهت به کمدین، طلا، همراه انسان نما، Starwars C-3PO، نقش ربات خانگی دکتر تنما را بازی می‌کند که کارهای مختلفی مانند خانه‌داری و تدریس خصوصی پسر دکتر تنما، توبی را انجام می‌دهد.
یک ویکنت ، که در انتهای قسمت آخر سریال تلویزیونی شکست خورده Battlestar Galactica Syfyبه نام Caprica در سال ۲۰۱۰ به نمایش درآمد، شامل مدلهای اولیه Cylons است که به عنوان دستیار رباتیک خانگی و صنعتی برای ساکنان انسانی دوازده مستعمره Kobol، حدود ۵ سال خدمت می‌کنند قبل از شورشی که جنگ سیلون اول را تسریع کرد.
در فیلم Wall-E در سال ۲۰۰۸، انسان‌ها از ربات‌های حساس به عنوان فشرده کننده سطل زباله برای پاک کردن خرابکاری‌هایی که در زمین به جا گذاشته‌اند استفاده می‌کنند. Wall-E یک ربات کوچک مانند بولدوزر است که پنجه‌هایی برای دست دارد و تمام وقت خود را صرف جمع‌آوری و فشرده سازی زباله به مکعب می‌کند. ربات دیگری به نام Eve کوچک، براق و قادر به پرواز است.
فیلم 2012 Robot &amp; Frank دارای یک ربات خانگی بود، داستان فیلم با محوریت یک پیرمرد و رابطه او با یک ربات سرایدار بود.
- Adaptable robotics
- Android (robot)
- Artificial intelligence
- Comparison of domestic robots
- Disability robot
- Dustbot
- Floor plans
- Fog computing
- Gerontotechnology
- Google Home
- Home automation
- Home automation for the elderly and disabled
- House navigation system
- Humanoid robot
- Internet of things
- List of home automation topics
- Mobile robot
- Open hardware
- Personal robot
- RoboSapien
- Robot kit
- Robotic arm
- Robotic mapping
- Robotics suite
- Service robot
- Simultaneous localization and mapping (SLAM)
- Soft robotics